# Solota dsyga

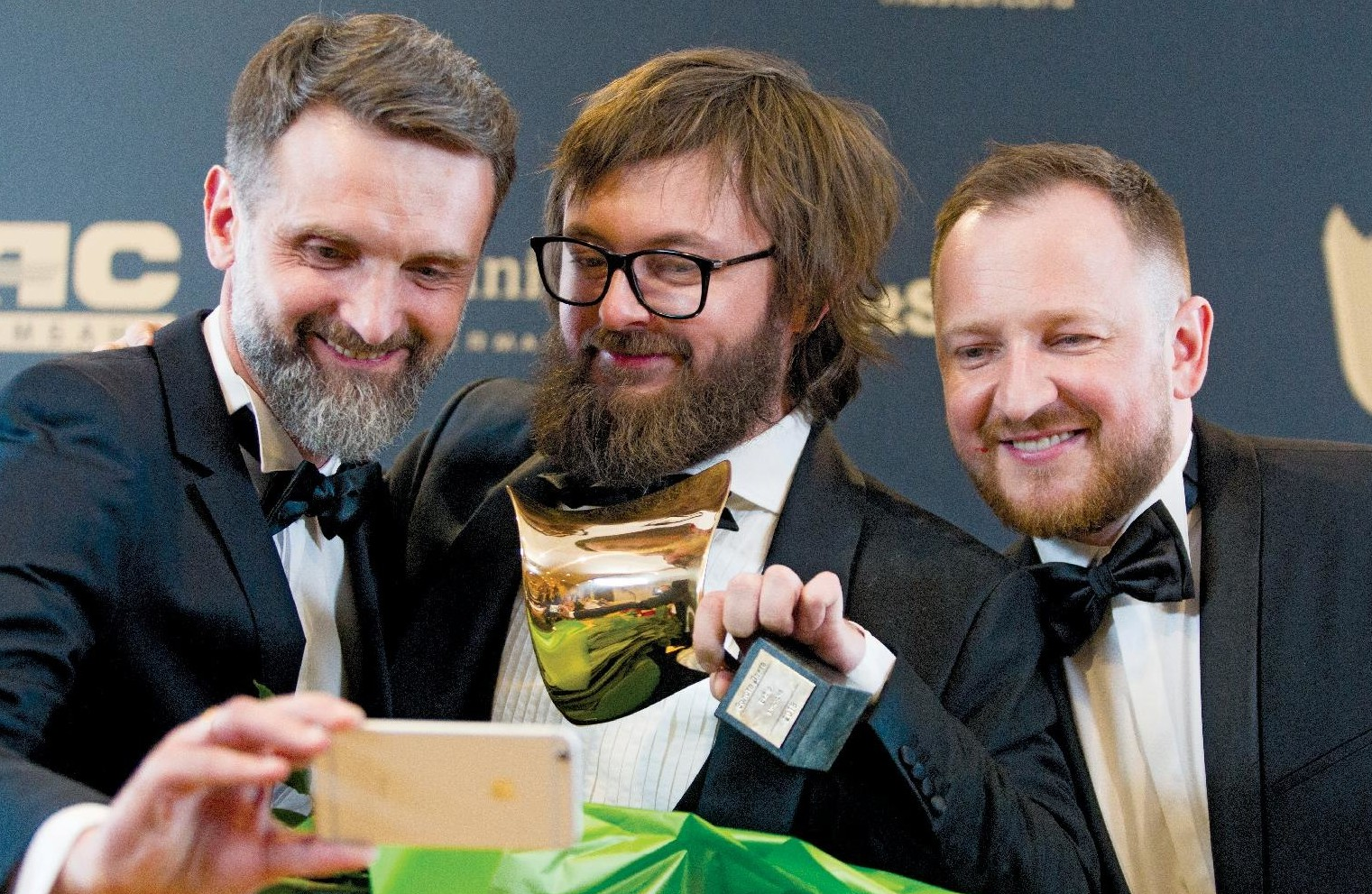
Preisverleihung 2018

Die Solota dsyga (ukrainisch Золота дзиґа) ist ein nationaler ukrainischer Filmpreis, der für professionelle Leistungen bei der Entwicklung des ukrainischen Kinos verliehen wird. Er wurde 2017 von der Ukrainischen Filmakademie ins Leben gerufen und die erste Preisverleihung fand am 20. April 2017 im "Fairmont Grand Hotel Kyiv" statt.

## Auswahl der Filme und Ermittlung der Gewinner
Der Erste nationalen Filmpreis "Goldene Dzyga" wurde im Jahr 2017 verliehen.
Die Einreichung von Filmen dauerte vom 20. Februar bis zum 20. März 2017. Filme, die im Laufe des Jahres 2016 – vom 1. Januar bis einschließlich 31. Dezember – uraufgeführt wurden, wurden zur Teilnahme am Auswahlverfahren zugelassen. Die vollständige Liste der Filme, die am Wettbewerb um den Ersten Nationalen Filmpreis teilnahmen, umfasste 54 Filme: 12 abendfüllende Spielfilme, 15 Kurzspielfilme, 19 Dokumentarfilme und 8 Animationsfilme. Insgesamt wurden 76 Filme eingereicht.⁣ Die Teilnehmer wurden durch geschlossene, nichtkommerzielle Sichtung von Online-Kopien der Filme ermittelt.
Die Gewinner des Ersten Nationalen Filmpreises wurden von allen Mitgliedern der Filmakademie in einer dreistufigen Abstimmung gewählt. Derzeit werden die Gewinner des Filmpreises durch eine zweistufige Abstimmung der Mitglieder der ukrainischen Filmakademie ermittelt.
Am 3. April 2017 veröffentlichte der Vorstand der Filmakademie eine kurze Liste mit 17 Nominierten für den Ersten Nationalen Filmpreis.

## Preise
Der Goldene Dzyga-Preis wird in den folgenden 22 Kategorien verliehen (Stand 2020):
- Bester Film,
- Beste Regie (Juri Iljenko-Preis),
- Bester Hauptdarsteller,
- Beste Schauspielerin in einer Hauptrolle,
- Bester Nebendarsteller,
- Beste Nebendarstellerin,
- Bester Kameramann,
- Beste Szenografie,
- Bestes Drehbuch,
- Bester Komponist,
- Bester Dokumentarfilm,
- Bester Animationsfilm,
- Bester Kurzfilm,
- Bester Maskenbildner (seit 2018),[5]
- Bester Kostümbildner (seit 2018),[5]
- Best Sound Director (seit 2018)[6]
- Bester Song (Artist Awards) (seit 2019)[7]
- Auszeichnung für die besten visuellen Effekte,
- Bester Schnitt (Preis wird seit 2019 vergeben),[7]
- Entdeckung des Jahres,
- Beitrag zur Entwicklung der ukrainischen Kinematografie,
- Publikumspreis (wird seit 2018 verliehen)

## Symbol
Das Hauptsymbol des Nationalen Filmpreises ist die "Goldene Dzyga"-Statuette, die die rasante Entwicklung des ukrainischen Kinos symbolisiert (ukr. дзиґа – Kreisel). Außerdem erinnert der Titel an das kreative Vermächtnis des herausragenden Kameramanns Dziga Vertov. Dziga Vertov ist ein Künstlername von David Abelovich Kaufman. D.A. Kaufman wurde 1896 in Białystok geboren und starb 1954 in Moskau. Er wurde ein bahnbrechender und berühmter Filmdokumentarist, dessen 1929 gedrehter Film "Man with a Movie Camera" von der britischen Zeitschrift "Sight & Sound" als bester Dokumentarfilm aller Zeiten gefeiert wurde. Der Titel des Preises stammt von Olga Zakharova, der Direktorin für strategisches Marketing der Media Group Ukraine.
Die Statuette wurde von dem ukrainischen Künstler Nazar Bilyk entworfen, der die "Goldene Dzyga" wie folgt beschrieb: "Das Hauptelement der Komposition ist ein Rahmen aus Film, ein goldenes Viereck, das sich dynamisch dreht und die Kinematographie darstellt. In ihrer Form ähnelt die Statuette einem Wirbelwind, einem Feuer, einem Spross, die alle die Entwicklung und Erneuerung des nationalen Kinos symbolisieren.

## Verleihungen
| Jahr | Datum          | Bester Film                | Verleihungsort                                 | Gastgeber                                |
| ---- | -------------- | -------------------------- | ---------------------------------------------- | ---------------------------------------- |
| 1,   | 20. April 2017 | The Nest of the Turtledove | Kyiv, Fairmont Grand Hotel Kyiv                | Oleksandr Skichko                        |
| 2.   | 20. April 2018 | Cyborgs: Heroes Never Die  | Kyiv, Parkovy Convention and Exhibition Center | Achtem Seitablajew and Vasilisa Frolova  |
| 3.   | 19. April 2019 | Donbass                    | Kyiv, Parkovy Convention and Exhibition Center | Darya Tregubova and Oleg Panyuta         |
| 4.   | 3. Mai 2020    | My Thoughts Are Silent     | online                                         | Darya Tregubova and Timur Miroshnychenko |